# Église Saint-Jean-Baptiste de Rechèvres
L'église Saint-Jean-Baptiste de Rechèvres est une église catholique de style architectural moderne construite entre 1959 et 1961 dans le quartier de Rechèvres à Chartres (Eure-et-Loir). Celle-ci est l'œuvre de l'architecte Jean Rédreau associé à l'ingénieur Stéphane du Château, concepteur de la coupole de l'édifice L'église est inscrite monument historique depuis décembre 2002 et obtient le label « Patrimoine du XXe siècle » en juin 2016.

## Histoire
Les années suivant la Seconde Guerre mondiale voient l'urbanisation du plateau de Rechèvres au Nord de Chartres. À la fin des années 1940, un baraquement en bois ayant servi de chapelle au camp de séminaristes allemands du Coudray - placé sous la direction de l'abbé Franz Stock - est transféré dans le nouveau quartier afin de servir d'église provisoire.
En 1950, l'évêque de Chartres Raoul Harscouët confie aux maristes la nouvelle paroisse de Saint Jean-Baptiste de Rechèvres. Dans les années 1950, l'église du quartier, qui ne compte que 200 places, se révèle trop exiguë face à l'expansion démographique du quartier. En 1959, l'association diocésaine de Chartres lance un concours d'architecte pour l’édification d’une nouvelle église dédiée à Saint-Jean-Baptiste et acquiert un terrain à cet effet auprès de la ville. Sa réalisation est confiée à l'architecte chartrain Jean Rédreau et à l'ingénieur Stéphane du Château. 
La première pierre de l'édifice est posée le 7 juin 1959. Une première messe y est célébrée le 24 septembre 1961. En juin 1963, les restes de l’abbé Franz Stock, qui reposaient au cimetière de Thiais, sont ramenés et inhumés dans la nouvelle église en présence d’une soixantaine d’anciens séminaristes de Franz Stock.
L'église est inscrite au titre des Monuments historiques depuis décembre 2002,. En juin 2016, elle obtient le label « Patrimoine du XXe siècle »,.

## Architecture
La réalisation de l'église est confiée à l'architecte Jean Rédreau. Celui-ci reçoit des consignes du clergé, qui souhaite faire construire une église aux dimensions modestes, dans laquelle les fidèles seraient rassemblés autour de l'autel selon les idées exprimées par le mouvement liturgique. 
L'église adopte une architecture moderne, faisant écho à l'architecture du quartier, et emploie principalement le béton comme matériau de construction. Son plan centré semble inspiré par le motif stylisé d'une tortue. La chapelle du Saint-Sacrement se distingue de l'ensemble par son plan qui est un cercle parfait. Le travail de Jean Redréau porte aussi sur le dessin des portes (arborant les motifs de la croix et de la couronne d’épines) des autels, de la cuve baptismale et des pique-cierges. Les parties basses (narthex, baptistère, salles annexes, dépendances) sont quant à elles construites en matériaux traditionnels, et notamment en pierre de Berchères, une carrière proche de Chartres d’où fut extraite la pierre de la cathédrale Notre-Dame-de-Chartres. Le maître-autel de l'église, offert par les anciens prisonniers du camp du Coudray, est réalisé en pierre de Berchères par le marbrier chartrain André Martin, avec scellement des reliques de trois saints et un parchemin portant le nom des 950 séminaristes prisonniers. 
L'église est surmontée d'une coupole sphérique de 24 mètres construite selon un procédé innovant employant des tubes d'acier, un nœud préfabriqué et le soudage comme technique d'assemblage de tous les éléments. Celle-ci est l'œuvre de l'ingénieur Stéphane Du Château, pionnier en France des structures spatiales. Sa dimension innovante lui vaut d'apparaître dans plusieurs revues d'architecture. 
L'église comporte sur toute sa circonférence un ruban de vitrail réalisé par le maître-verrier Max Ingrand, originaire du quartier et connaissance de Stéphane Du Château. Celui-ci réalise également les six baies panoramiques de douze mètres de long sur deux mètres de haut, sans vitraux, présentes dans la coupole. 